# Ещрела Амадора
Клубе де Футебол Ещрела да Амадора (на португалски: Clube de Futebol Estrela da Amadora), популярен още като Ещрела е португалски футболен клуб от град Амадора, северозападно от Лисабон. Това е клуб със скромни успехи, като най-забележителен от тях е спечелването на Купата на Португалия през 1990 г. и една шампионска титла в португалската Втора дивизия (Лига де Онра) през сезон 1992-93 г. В рамките на своите 12 сезона в Португалска лига, техният най-добър сезон е през 1997-98, когато свършват седми в крайното класиране.

## Успехи
- Шампион на Лига де Онра 1:

1993
- Носител на Купа на Португалия 1:

1990

## Известни бивши футболисти
- Миран
- Жоао Пауло Брито
- Паоло Бенто
- Абел Шавиер
- Мигел
- Жорже Андраде
- Енрике Иларио

## Български футболисти
- Илия Войнов: 1995/96 - (21 мача - 3 гола)
- Атанас Чернев: 2025... - (2 мача - 0 гола...)

## Бивши треньори
- Карлош Брито